# 10 000 mètres féminin aux championnats du monde d'athlétisme 2013
Navigation
Daegu 2011 Pékin 2015
L'épreuve du 10 000 mètres féminin des championnats du monde de 2013 s'est déroulée le 11 août 2013 dans le Stade Loujniki, le stade olympique de Moscou, en Russie. Elle est remportée par l'Éthiopienne Tirunesh Dibaba.

## Critères de qualification
Pour se qualifier pour les Championnats (minima A), il fallait avoir réalisé moins de 31 min 45 s 00 entre le 1er janvier 2012 et le 29 juillet 2013. Le minima B est de 32 min 05 s 00. En outre les quinze meilleurs athlètes finalistes des Championnats du monde de cross-country 2013 sont considérées avoir réalisé le minimum A.

## Médaillées
| Or              | Argent         | Bronze           |
| Tirunesh Dibaba | Gladys Cherono | Belaynesh Oljira |

## Records et performances

### Records
Les records du 10 000 m femmes (mondial, des championnats et par continent) étaient avant les championnats 2013 les suivants. 
| Record                    | Athlète           | Pays             | Temps          | Lieu                  | Date             |
| ------------------------- | ----------------- | ---------------- | -------------- | --------------------- | ---------------- |
| Record du monde           | Wang Junxia       | Chine            | 29 min 31 s 78 | Beijing, Chine        | 8 septembre 1993 |
| Record des championnats   | Berhane Adere     | Éthiopie         | 30 min 04 s 18 | Paris, France         | 23 août 2003     |
| Record d'Afrique          | Meselech Melkamu  | Éthiopie         | 29 min 53 s 80 | Utrecht, Pays-Bas     | 14 juin 2009     |
| Record d'Asie             | Wang Junxia       | Chine            | 29 min 31 s 78 | Beijing, Chine        | 8 septembre 1993 |
| Record d'Amérique du Nord | Shalane Flanagan  | États-Unis       | 30 min 22 s 22 | Beijing, Chine        | 15 août 2008     |
| Record d'Amérique du Sud  | Simone da Silva   | Brésil           | 31 min 16 s 56 | São Paulo, Brésil     | 3 août 2013      |
| Record d'Europe           | Elvan Abeylegesse | Turquie          | 29 min 56 s 34 | Beijing, Chine        | 15 août 2008     |
| Record d'Océanie          | Kimberley Smith   | Nouvelle-Zélande | 30 min 35 s 54 | Palo Alto, États-Unis | 4 mai 2008       |

### Meilleures performances de l'année 2013
Les dix  athlètes les plus rapides de l'année sont, avant les championnats (au 25 juillet 2013), les suivants. 
|    | Athlète                | Pays       | Temps          | Lieu                  | Date         |
| -- | ---------------------- | ---------- | -------------- | --------------------- | ------------ |
| 1  | Meseret Defar          | Éthiopie   | 30 min 08 s 06 | Sollentuna            | 27 juin 2013 |
| 2  | Tirunesh Dibaba        | Éthiopie   | 30 min 26 s 67 | Ostrava               | 27 juin 2013 |
| 3  | Gladys Cherono         | Kenya      | 30 min 29 s 23 | Ostrava               | 27 juin 2013 |
| 4  | Belaynesh Oljira       | Éthiopie   | 30 min 31 s 44 | Ostrava               | 27 juin 2013 |
| 5  | Birhane Ababel         | Éthiopie   | 30 min 35 s 91 | Ostrava               | 27 juin 2013 |
| 6  | Sule Utura             | Éthiopie   | 30 min 55 s 50 | Ostrava               | 27 juin 2013 |
| 7  | Linet Chepkwemoi Masai | Kenya      | 31 min 02 s 89 | Ostrava               | 27 juin 2013 |
| 8  | Shalane Flanagan       | États-Unis | 31 min 04 s 85 | Palo Alto, Californie | 29 mars 2013 |
| 9  | Hitomi Niiya           | Japon      | 31 min 06 s 67 | Tokyo                 | 7 juin 2013  |
| 10 | Afera Godfay           | Éthiopie   | 31 min 08 s 23 | Sollentuna            | 27 juin 2013 |

## Résultats

### Finale
| Rang               | Athlète                | Pays       | Temps          | Note |
| ------------------ | ---------------------- | ---------- | -------------- | ---- |
| Médaille d'or      | Tirunesh Dibaba        | Éthiopie   | 30 min 43 s 35 |      |
| Médaille d'argent  | Gladys Cherono         | Kenya      | 30 min 45 s 17 |      |
| Médaille de bronze | Belaynesh Oljira       | Éthiopie   | 30 min 46 s 98 |      |
| 4                  | Emily Chebet           | Kenya      | 30 min 47 s 02 | PB   |
| 5                  | Hitomi Niiya           | Japon      | 30 min 56 s 70 | PB   |
| 6                  | Shitaye Eshete         | Bahreïn    | 31 min 13 s 79 | SB   |
| 7                  | Selly Chepyego Kaptich | Kenya      | 31 min 22 s 11 | PB   |
| 8                  | Shalane Flanagan       | États-Unis | 31 min 34 s 83 |      |
| 9                  | Ababel Yeshaneh        | Éthiopie   | 32 min 02 s 09 |      |
| 10                 | Christelle Daunay      | France     | 32 min 02 s 44 | SB   |
| 11                 | Marisol Romero         | Mexique    | 32 min 16 s 36 |      |
| 12                 | Jordan Hasay           | États-Unis | 32 min 17 s 93 |      |
| 13                 | Ana Dulce Félix        | Portugal   | 32 min 36 s 73 |      |
| 14                 | Amy Hastings           | États-Unis | 32 min 51 s 19 |      |
| 15                 | Karolina Jarzyńska     | Pologne    | 32 min 54 s 15 |      |
| 16                 | Juliet Chekwel         | Ouganda    | 32 min 57 s 02 | NR   |
| 17                 | Gulshat Fazlitdinova   | Russie     | 33 min 31 s 49 |      |
| —                  | Sabrina Mockenhaupt    | Allemagne  | —              | DNF  |
| —                  | Lara Tamsett           | Australie  | —              | DNF  |

## Légende
Records et Performances
- AR : Record continental (area record)
- CR : Record des championnats (championship record)
- MR : Record du meeting (meet record)
- NR : Record national (national record)
- OR : Record olympique (olympic record)
- PR : Record paralympique (paralympic record)
- PB : Record personnel (personal best)
- SB : Meilleure performance personnelle de la saison (season's best)
- WL : Meilleure performance mondiale de l'année (world leader)
- WJR : Record du monde junior (world junior record)
- WR : Record du monde (world record)

Circonstances et Conditions
- DNF : N'a pas terminé (did not finish)
- DNS : N'a pas pris le départ (did not start)
- DQ : Disqualification (disqualification)
- NM : Aucun essai valable enregistré (No Mark)
- Q : Qualifié « directement » au prochain tour (ou à la prochaine compétition), lors d'une compétition majeure, grâce au classement ou à la réalisation des minima (automatic qualifier)
- q : Qualifié au prochain tour (ou à la prochaine compétition), lors d'une compétition majeure, grâce au repêchage ou à la réalisation de l'une des meilleures performances parmi celles des « non qualifiés directement » (grâce au meilleur temps ou à la meilleure distance par exemple) (secondary qualifier)